# Partyzánský vrch
Partyzánský vrch (německy Botzenberg, česky  původně Počín) je původně dvojvrcholový bazanito-tefritový hřbet na severu České republiky o nadmořské výšce 530 metrů (původně 543 metrů) v Císařském (místní část města Šluknov) v Ústeckém kraji.

## Přírodní poměry
Vrch leží asi 3 km západně od Šluknova a 2 km na severovýchod od Velkého Šenova. Z geomorfologického hlediska náleží ke Šluknovské pahorkatině, jejímu okrsku Šenovská pahorkatina a podokrsku Hrazenská pahorkatina. Podloží převážné části vrchu tvoří hornina, která svým složením odpovídá bazanitu až tefritu. V nižších partiích je zastoupen střednězrnný lužický granodiorit a na severovýchodě také lipovsko-rožanský granodiorit. Původní vrchol je odtěžený, protože bazanit/tefrit je v severní části těžen. Nejrozšířenějšími půdními typy jsou v nižších partiích modální mesobazická a oglejená kambizem, na svazích pod bývalým vrcholem suťový ranker. Při severním a západním úpatí protéká Velkošenovský potok a při jihovýchodní až východním Šluknovský potok. Vrch tak náleží k povodí Labe a úmoří Severního moře. 

## Stavby
Horu lemuje kamenný val o výšce 0,5 až 2 m nejasného původu. Na východním svahu stojí od roku 1796 pozdně barokní Mariánská (Botzenská) kaple. Severně od vrcholu stál při hlavní silnici hostinec Botzenschenke, který byl zbořen po druhé světové válce.

## Pověst
Za třicetileté války se tu podle pověsti shromáždily ženy z okolních obcí. Ušily si červené kabátce a neustále pochodovaly po okraji plošiny na vrchu, čímž vzbudily u švédského vojska dojem, že na kopci je mohutné vojsko, na které si raději netroufli zaútočit.

## Dvojnásobná vražda
Dnešní název má vrchol na památku poručíka Josefa Šindeláře, který zde byl společně se svým řidičem desátníkem Vladimírem Malinou zákeřně zavražděn dne 6. července 1945. Josef Šindelář byl člen štábu partyzánské brigády Národní mstitel, která byla od 16. května 1945 součástí československé armády ve Šluknovském výběžku. Poručík Josef Šindelář velel 2. praporu sídlícímu ve Šluknově.
Pachatelé tohoto mordu nepocházeli z řad původního německého obyvatelstva, nýbrž byli polského původu, avšak nebyli nikdy dopadeni.

## Galerie

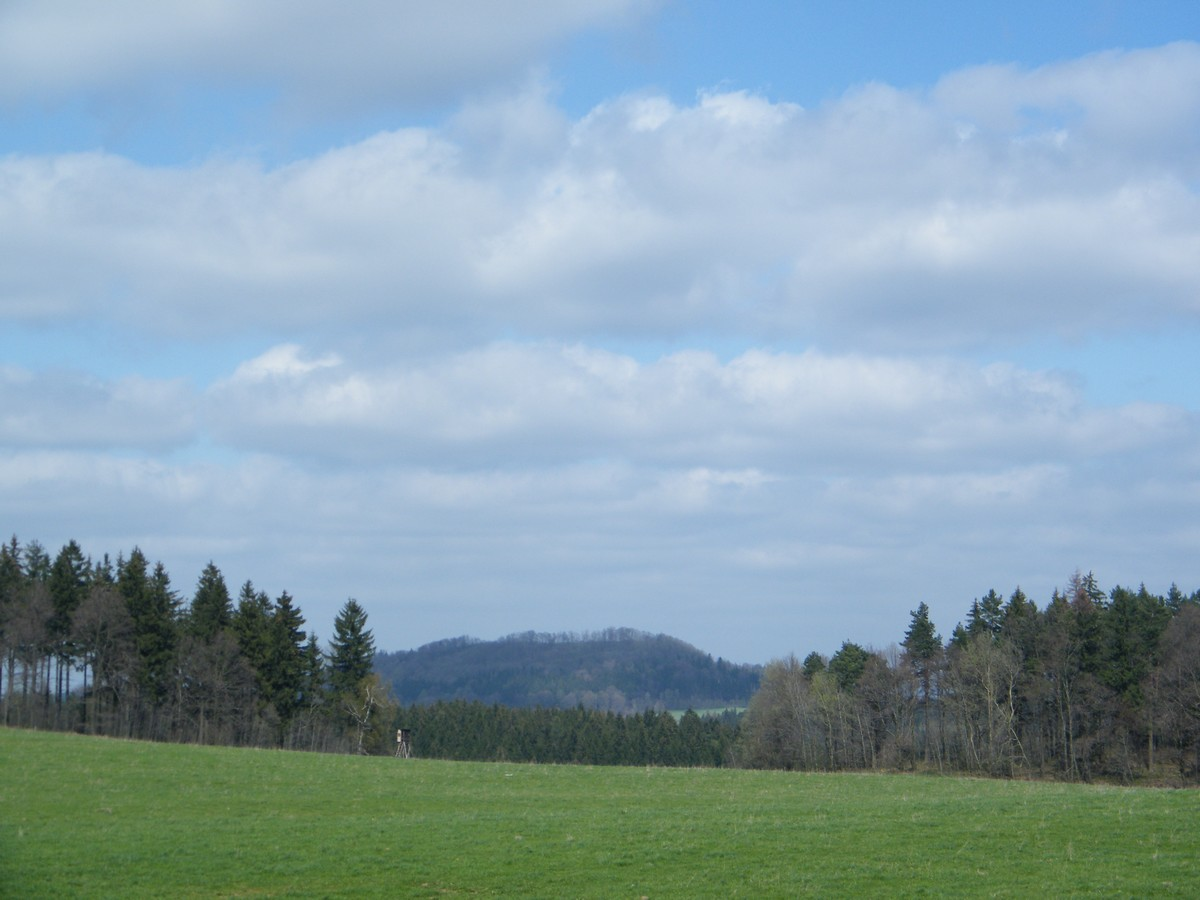
Pohled od Mikulášovic
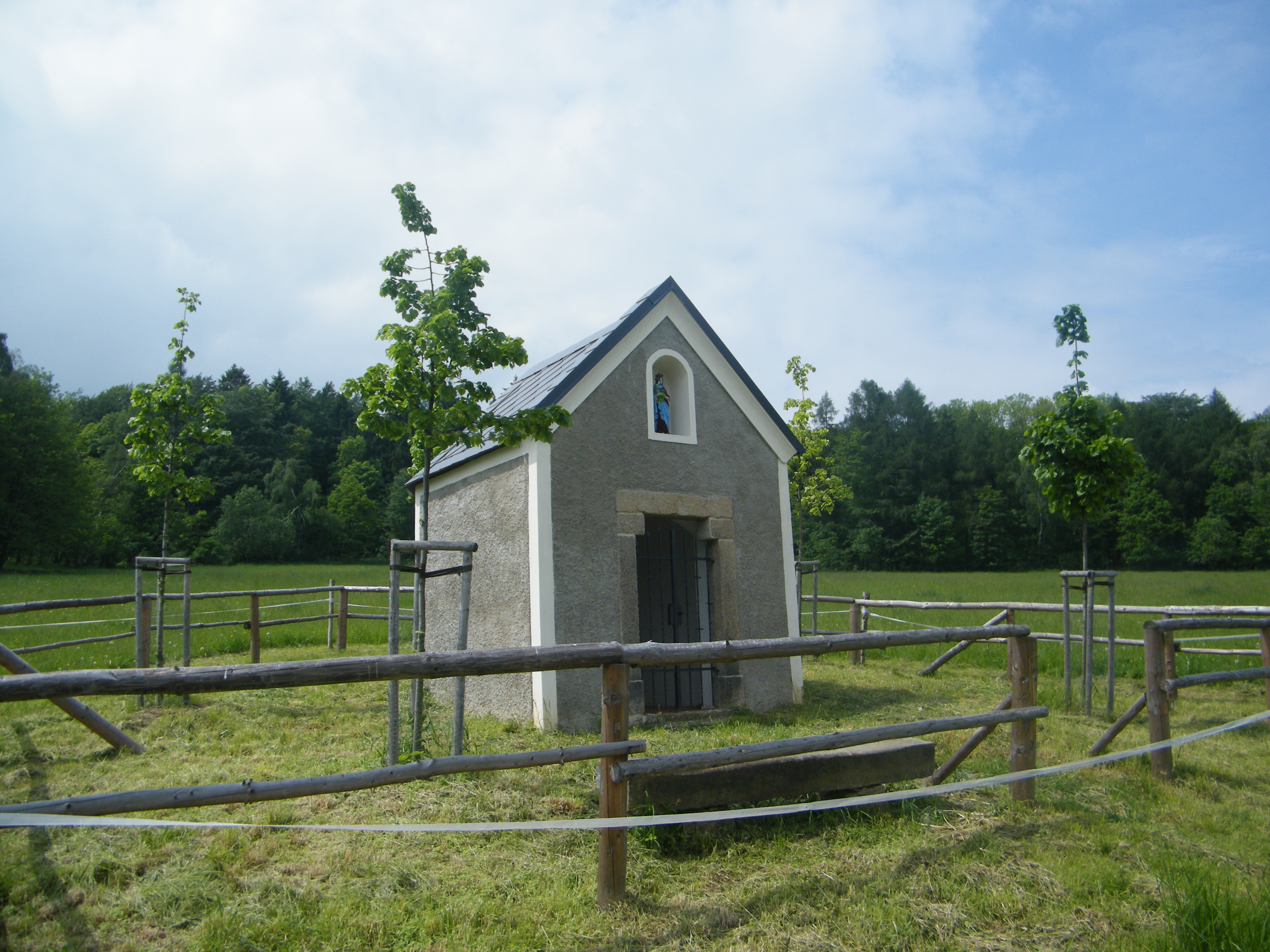
Botzenská kaple
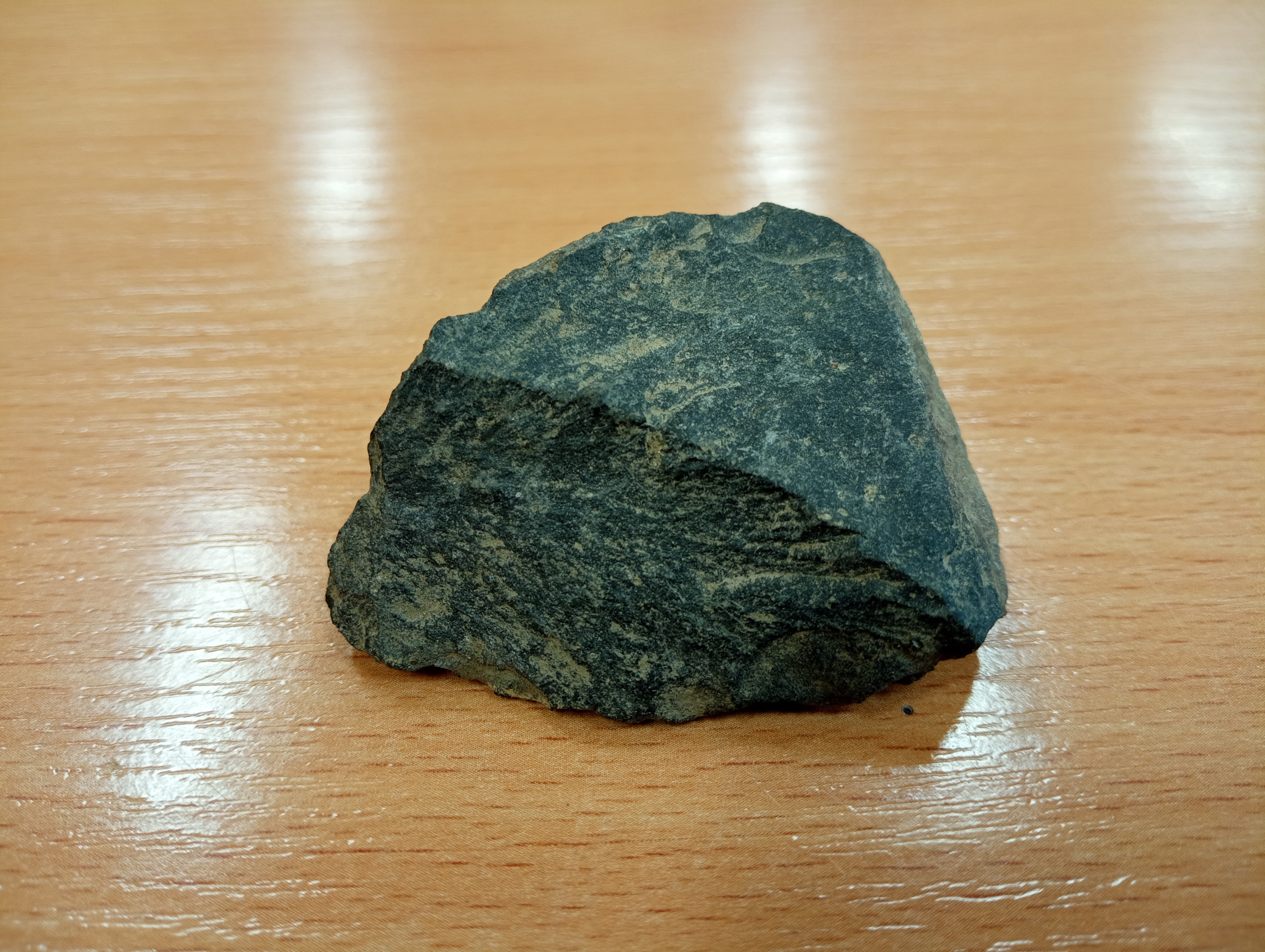
Bazanit/tefrit